# Monsieur de Sainte-Colombe
Monsieur de Sainte-Colombe (c. 1640 — c. 1693) foi um afamado compositor e gambista francês. Apesar de pouco se saber sobre a sua identidade e muito poucas obras terem sobrevido ao tempo, Sainte-Colombe tornou-se quase uma lenda da música barroca francesa graças aos comentários muito elogiosos deixados por seus alunos, grandes nomes da música do seu tempo. É muitas vezes confundido com seu filho natural: Monsieur de Sainte-Colombe, filho — também compositor e gambista, mas praticamente desconhecido, apesar do valor da sua obra, que só recentemente foi descoberta.

## Biografia
O pouco que está comprovado sobre Sainte-Colombe provém de documentos dos Arquivos Nacionais em Paris. Por eles, sabe-se que sua filha Françoise casou-se, em 22 de setembro de 1669, com um tal Jean Varin. A assinatura do pai da noiva foi autenticada por historiadores da Biblioteca Nacional de Paris, como idêntica à que aparece em algumas de suas composições.
Poucos pormenores são conhecidos sobre eventos e fa(c)tos de sua vida. Não se conhecem os nomes de seus pais, nem as datas de nascimento e morte. E esse desconhecimento não é causado pela baixa qualidade de sua obra, muito pelo contrário: suas composições e suas pesquisas no campo da música são de elevado padrão. A falta de registros sobre sua vida deveu-se provavelmente à modéstia pessoal do compositor, e a uma certa austeridade relacionada com a sua religião, uma vez que se pensa que era huguenote.
Contudo, recentes pesquisas permitiram suspeitar, com grande possibilidade de acerto, que seu nome era Jean (João), que um de seus professores foi o teorbista Nicolas Hotman e que em algum período de sua vida ele residiu e ensinou em Paris, mais precisamente na ‘’rue de Bétizy’’, atual ‘’rue de Rivoli’’, na paróquia de Saint-Germain l’Auxerrois, na qual morava seu aluno mais famoso, Marin Marais. Perto dali também tinha sua casa o igualmente gambista e colega de Sainte-Colombe, Dubuisson.
Igualmente concretas são as informações relacionadas a seu talento de violista, especialmente aquelas transmitidas por seus alunos, entre os quais Danoville, (que qualificou Sainte-Colombe como ‘’o Orfeu de seu tempo’’, em seu livro ‘’Art de toucher le dessus et la basse de viole’’, de 1687),  Jean Desfontaines, Marin Marais – que foi designado gambista solo da Corte de Luís XIV, o Rei-Sol, Pierre Méliton, e Jean Rousseau, que ao mestre dedicou seu ‘’Traité de la viole’’ (Tratado sobre a viola), em 1687.

## Obras
É muito provável que Sainte-Colombe esteja na origem do acréscimo da sétima corda à viola-baixo, o mais importante instrumento da família da viola de gamba. Com a sétima corda, o instrumento adquiriu maior extensão sonora e alcançou maior riqueza de expressão musical, permitindo maior contraste sonoro.
Jean Rousseau assinala que ele dominava a arte da viola «à perfeição». Provavelmente ele pertencia à nobreza lionesa, e ficou registrado que ele oferecia concertos de viola em sua casa. Por outro lado, ele nunca foi músico da Corte francesa.
Entre as composições que chegaram até nossos dias, estão os 67 Concerts à deux violes esgales e 6 Suittes pour basse de viole seule.  É possível ter, através de suas composições, uma ideia do virtuosismo desse mestre.

## Vida pessoal
Embora quase nada se saiba sobre sua vida privada, há registros de que Sainte-Colombe teve duas filhas e que se chamavam Françoise e Brigide, que ele muito provavelmente instruiu pessoalmente na arte da viola e que o acompanhavam em concertos em sua residência. Além delas, sabe-se que teve também ao menos um filho natural, que veio a estabelecer-se na Inglaterra (provavelmente em decorrência de sua religião, pois seria protestante), tendo sido professor de Grisel Baillie, em Edimburgo, Escócia, em 1707.  A existência desse filho é mencionada por Rémond de Saint-Mard, na obra ‘’Réflexions sur l’opéra’’. Sainte-Colombe, filho, compôs uma elegia fúnebre em homenagem a seu pai: Tombeau pour Monsieur de Sainte-Colombe, le père.